# Hypochromie
In der Medizin versteht man unter hypochromen Erythrozyten rote Blutkörperchen, deren Hämoglobingehalt (im Labor mit der Abkürzung MCH bezeichnet – maßgebend bei Hypochromie ist auch die Hämoglobinkonzentration MCHC) im Vergleich zum Normalfall erniedrigt ist. Das kann z. B. infolge einer Eisenmangelerkrankung oder einer Form der Thalassämie der Fall sein. Dementsprechend ist die Farbe der Erythrozyten weniger rötlich als sonst (Hypochromie; von der altgriechischen Vorsilbe ὑπό- hypo- „unter“ sowie altgriechisch χρῶμα chroma für „Farbe“, „Färbung“). Der Zustand wird auch als hypochrome Anämie bezeichnet und geht häufig mit einer mikrozytären Anämie einher.